# 둔황-골무드 철도
둔황-골무드 철도 또는 둥거 철도(중국어 간체자: 敦格铁路, 병음: dūngé tiělù)는 중국 서북부의 간쑤성 둔황시와 칭하이성 거얼무시를 잇는 철도이다. 둔황에서 거얼무까지의 617 km (383 mi) 철도는 두 부분으로 구성된다: 거얼무에서 인마샤역까지의 기존 칭짱 철로 구간과, 인마샤역에서 둔황까지 연결되는 새로 건설된 509 km (316 mi) 단선 전철화 철도 노선으로, 중국 국도 제215호와 유사한 경로를 따른다. 이 철도를 통해 여객 열차는 최대 120 km/h (75 mph)의 속도로 운행할 수 있으며, 최대 4000톤의 화물 열차를 운반할 수 있다.
이 노선의 건설은 2012년 12월에 시작되어 2019년 12월에 완료되었다. 간쑤성 서단에 위치한 둔황은 이미 류고우-둔황 지선(류둔 철도, 柳敦铁路)을 통해 란저우-신장 철도와 연결되어 있으므로, 둔황-거얼무 연결은 신장 위구르 자치구와 티베트 자치구 간의 직접적인 연결을 구축한다. 미래에는 복선으로의 업그레이드를 위한 준비가 되어 있다.

## 공학적 난제

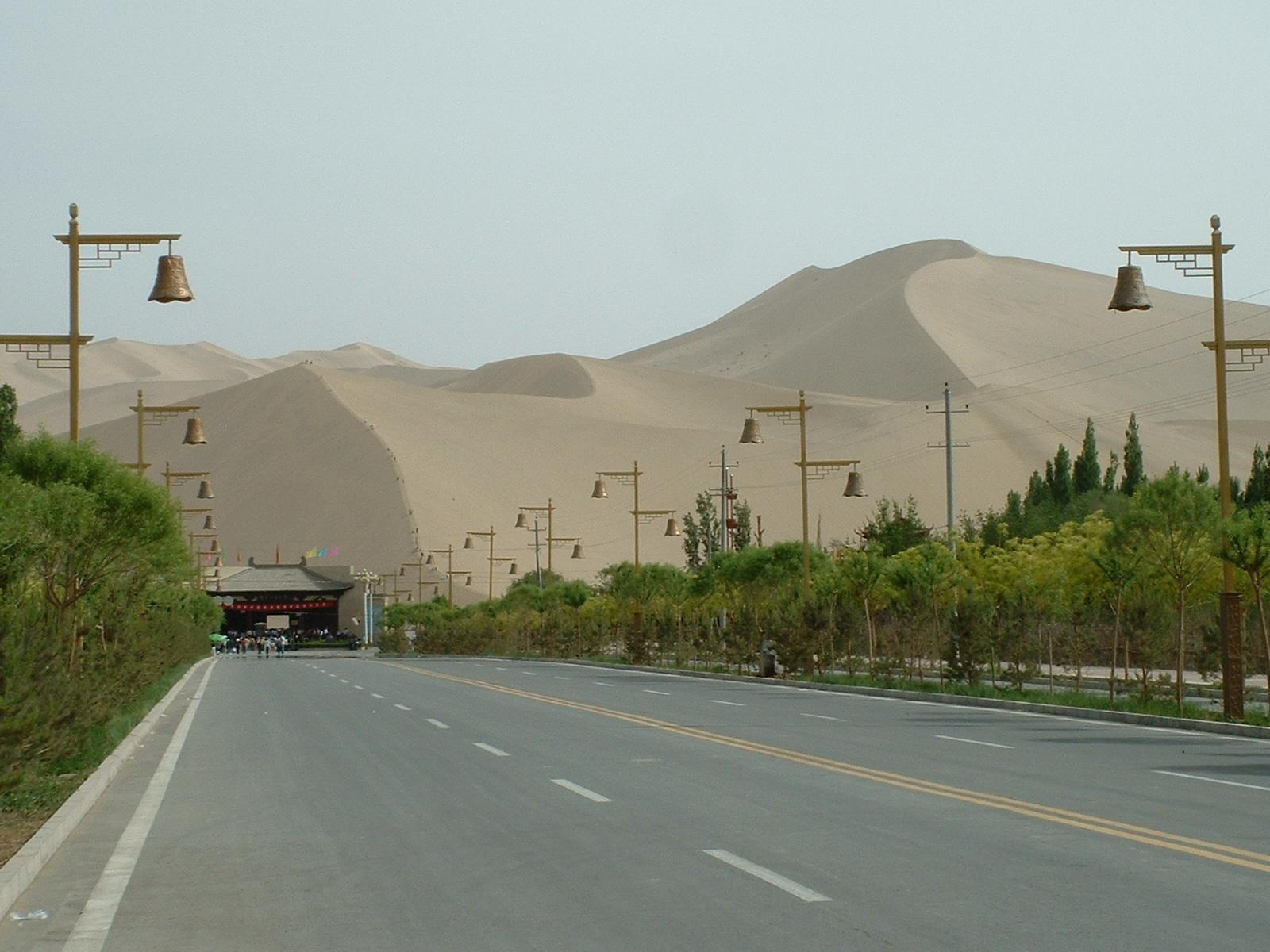
둔황 근처의 "메가듄"

사상거우(沙山口) 주변, 둔황과 아얼진산맥–치롄산맥 산맥 시스템 사이에서, 철도는 쿰타그 사막의 동쪽 가장자리를 가로지른다. 이 지역 특유의 "메가듄"이 이동하여 철도를 묻을 수 있다는 우려가 있었다. 그러나 지질학적 연구에 따르면 "메가듄"은 단순히 모래가 아니라 대부분 단단한 하층토로 이루어져 있다. 여전히 표류하는 모래 문제가 있지만, 전문가들은 모래가 철도를 가로지르는 방향보다는 철도와 같은 방향으로 대부분 날려오며, 특정 예방 조치로 처리할 수 있다고 생각한다.
이 철도에는 총 길이 32.62 km에 달하는 9개의 터널이 있다.